# بيشمركة روج
بيشمركة روج، والمعروفة أيضًا باسم بيشمركة روجافا، هي الجناح العسكري لـ المجلس الوطني الكردي (ENKS) وحكومة إقليم كردستان (KRG) في سوريا. وهي موالية للحزب الديمقراطي الكردستاني (KDP) وتعمل تحت أوامر الرئيس مسعود بارزاني، رئيس إقليم كردستان العراق

## تاريخ
زعَمَ زعيم المجلس الوطني الكردي أن المجلس، استجابةً لتزايد القوة العسكرية لـ وحدات حماية الشعب (YPG) و وحدات حماية المرأة (YPJ)، الأجنحة المسلحة لـ حزب الاتحاد الديمقراطي (PYD)، قام بتشكيل جناحه شبه العسكري الخاص، بيشمركة روج. وفقًا لتصريحات إبراهيم برو، يتم تجنيد بيشمركة روجافا في الغالب من اللاجئين الأكراد السوريين و المنشقين عن الجيش السوري في إقليم كردستان.
تحت تدريب من البيشمركة و الزيرفاني بقيادة اللواء بهجت تايماس، زُعم أن عدد مقاتلي بيشمركة روج بلغ 3,000 مقاتل بحلول يونيو 2016 و 5,000 بحلول ديسمبر 2018. وكان الهدف الأساسي لهذه القوات هو الدفاع عن المناطق الكردية ومحاربة تنظيم الدولة الإسلامية

## المعارك
بين عامي 2016 و2018، كانت قوات بيشمركة روج آفا تقاتل تنظيم الدولة الإسلامية في العراق والشام (داعش) في الغالب. 
في 2 مارس/آذار 2017، اندلعت اشتباكات بين قوات بيشمركة روج آفا والميليشيات الإيزيدية التابعة لحزب العمال الكردستاني في سنجار، مما أسفر عن مقتل خمسة أشخاص بالإضافة إلى اثنين من المسلحين التابعين لحزب العمال الكردستاني الذين حاولوا منع الاشتباكات. وأصيب أيضًا أربعة على الأقل من عناصر البيشمركة في الاشتباكات. 

## الصراع مع الجماعات الكردية الأخرى
بسبب التوترات السياسية بين حزب الاتحاد الديمقراطي والمجلس الوطني الكردي، لم تتمكن قوات البيشمركة روج من دخول روج آفا . أثناء حصار كوباني ، عرض المجلس الوطني الكردي إرسال 200 مقاتل من البيشمركة روج لدعم دفاعات وحدات حماية الشعب، لكن هذا العرض رفضه حزب الاتحاد الديمقراطي حيث أرادوا أن تقاتل جميع الوحدات الكردية كجزء من وحدات حماية الشعب.  وقد ادعى زعيم المجلس الوطني الكردي عدة مرات أن وحدات حماية الشعب منعت حتى قوات البيشمركة روج التي تدربت في كردستان العراق من دخول روج آفا على الإطلاق.  منذ تشكيل قوات سوريا الديمقراطية ، صرح مسؤولو وحدات حماية الشعب أن قوات بيشمركة روج مرحب بها للانضمام والقتال تحت قيادة قوات سوريا الديمقراطية، لكن المجلس الوطني الكردي رفض الانضمام إلى قوات سوريا الديمقراطية، وذكر أن "قوات سوريا الديمقراطية لديها علاقة جيدة مع النظام السوري، ولهذا السبب لا يمكننا الانضمام إليهم". ومع ذلك، وعلى الرغم من التوترات مع حزب الاتحاد الديمقراطي، فقد رفض المجلس الوطني الكردي أيضًا طلبات جماعات المعارضة السورية بإرسال قوات بيشمركة روج إلى أعزاز للدفاع عن المدينة ضد كل من داعش ووحدات حماية الشعب. أكد بهجت تيمس أن قوات بيشمركة روج "لا تريد قتال الأكراد، بل قتال داعش فقط".
بعد أن أطلق حزب العمال الكردستاني على بيشمركة روج لقب "المرتزقة"، قال حاجي كالو، أحد قادة بيشمركة روج، إن "صفة المرتزقة تنطبق فقط على حزب العمال الكردستاني، بينما تريد بيشمركة روج خدمة كردستان فقط". 
في 17 ديسمبر/كانون الأول 2018، أبلغ المبعوث الأمريكي إلى سوريا جيمس فرانكلين جيفري الصحافة أنه تم نشر بعض قوات بيشمركة روج آفا عبر الحدود العراقية السورية. لكن الخلافات بين حزب الاتحاد الديمقراطي والمجلس الوطني الكردي تمنع قوات بيشمركة روج من دخول روج آفا على الرغم من مطالب المجتمع الدولي. وكان أحد العوائق الرئيسية هو ارتباط المجلس الوطني الكردي بتركيا ومخاوف السكان المحليين الذين يُعتقد أنهم من أنصار حزب الاتحاد الديمقراطي من إمكانية استخدام قوات البيشمركة روج ضد روج آفا في المستقبل. ويقول المجلس الوطني الكردي إن حزب الاتحاد الديمقراطي يعارض بيشمركة روج لأنه يريد الحفاظ على احتكاره للسلطة، وأن حزب الاتحاد الديمقراطي يخشى أن تتمكن بيشمركة روج من وضع حد لتطبيق حزب الاتحاد الديمقراطي للحكم الاستبدادي على المناطق الكردية في سوريا. في حين يصفهم أنصار حزب الاتحاد الديمقراطي بأنهم مرتزقة لتركيا، فإن قوات البيشمركة روج وإدارتها في المجلس الوطني الكردي تتهم في المقابل حزب الاتحاد الديمقراطي بأنه مرتزقة لإيران ومقرب من الأسد الذي اضطهد أفراد عائلته الأكراد لمدة نصف قرن. ويبرر الأكراد ارتباطهم بتركيا باعتبارها ضرورة جيوسياسية إذا كان الأكراد في سوريا يريدون الحصول على الحكم الذاتي الشرعي من دمشق.